# Секст Ветулен Цивика Цериал
Вижте пояснителната страница за други личности с името Секст Ветулен Цивика.
Секст Ветулен Цивика Цериал (на латински: Sextus Vettulenus Civica Cerialis) е сенатор и политик на Римската империя в края на 1 и началото на 2 век.
Син е на Секст Ветулен Цериал, първият легат на провинция Юдея, и брат на Гай Ветулен Цивика Цериал, проконсул на Азия по времето на Домициан.
През 106 г. Цериал е редовен консул заедно с Луций Цейоний Комод. Той се жени за Плавция, която е била омъжена преди това за консулския му колега Комод и за Гай Авидий Нигрин (суфектконсул 110 г.). Баща е на Секст Ветулен Цивика Помпеян (консул 136 г.) и на Марк Ветулен Цивика Барбар (консул 157 г.; от брака му с Плавция). 